# Banu Kalb
Los Banu Kalb ( árabe: بنو كلب ) fue una de las tribus de Arabia durante la época de Mahoma, con origen común en Kalb ibn Wabara. Los Banu Kalb se decían descendientes de los Qahtanitas (también denominados yemenitas o yamanitas).
Según el hadith de Mahoma, estarán entre los primeros en seguir el Sufiani.
La tribu Banu Kalb se cree que existe mayoritariamente en el noroeste de Siria, especialmente en Homs y Qardaha.